# Paul Loeb van Zuilenburg jr.
Paul Loeb van Zuilenburg jr. (Pretoria, 10 mei 1966) is een Zuid-Afrikaans componist, dirigent en trompettist. Hij is de zoon van de componist, muziekpedagoog, dirigent en pianist Paul Enea Otto Francesco Loeb van Zuilenburg en diens echtgenote Petra Smit.

## Levensloop
Loeb van Zuilenburg jr. verhuisde met zijn ouders in 1970 van Pretoria naar Stellenbosch. Aldaar studeerde hij bij Reinier Strydom, Joyce Davis en Roy Lilley aan aan het conservatorium van de Universiteit van Stellenbosch en behaalde in 1986 zijn Bachelor of Arts in muziek en geschiedenis. Hierna volgden 2 jaar studie aan het Rotterdams Conservatorium bij onder anderen Theo Mertens en Loeb van Zuilenburg jr. behaalde zijn diploma als uitvoerend trompettist in 1988. Hij studeerde binnen masterclasses in Toulon, Utrecht en in Parijs bij onder anderen Maurice André, Adolph Herseth, Edward H. Tarr, Timofei Dokschitzer en Peter Masseurs. Hij studeerde verder aan de Universiteit van Suid-Afrika in Pretoria en behaalde daar in 1994 zijn Bachelor of Music. Aan de Universiteit van Stellenbosch behaalde hij zijn Master of Music in 1996. Hij voltooide zijn studies eveneens aan de Universiteit van Stellenbosch en promoveerde tot Ph.D. (Philosophiæ Doctor)
Als trompetsolist trad hij met alle vooraanstaande orkesten uit Zuid-Afrika op. Samen met de organist Kobus du Plooy heeft hij verschillende cd-opnames gemaakt en verzorgde hij concerten en recitals in het hele land. Ook met andere organisten verzorgde hij recitals, zoals met Diedrick Basson. Hij is eveneens lid van het kamerorkest Camerata Tinta Barocca, dat zich op de uitvoering van barokmuziek focusseert. Verder werkt hij als trompetsolist met het Kovsie String Ensemble. Van 1990 tot 1997 was hij trompettist van het KwaZulu-Natal Philharmonic Orchestra (KZN Philharmonic Orchestra). Vanaf 2007 is hij eerste trompettist binnen het Free State Symphony Orchestra.
Loeb van Zuilenburg jr. is dirigent van het Bloemfontein City Orchestra (BCO).
Sinds 2000 is hij docent en hoofd van de muziekafdeling aan het Hilton College in Hilton (KwaZulu-Natal) in de buurt van Pietermaritzburg. Verder is hij docent en instructeur voor koperblaasinstrumenten aan de Universiteit van de Vrijstaat in Bloemfontein. Verder deed hij masterclasses in de Verenigde Staten aan de Northern Kentucky University in 2011.
Hij is gehuwd met de hoboïste Elize Olivier; samen hebben zij 2 kinderen, Paul (geboren 1996) en Louise (geboren 2001). 

## Publicaties
- Cross Curricular Applications of Music Entrepreneurship Skills University of the Free State, Bloemfontein, 2011.